# Ramanand Dass
Sant Ramanand Dass fue un líder de Dera Sach Khand Ballan, una organización socio-religiosa fundada por seguidores del Guru Ravidas. Su nombre adquirió notoriedad internacional cuando fue asesinado por radicales sijes el 24 de mayo de 2009 durante el ataque al Templo Guru Ravidass en Austria, a los 57 años de edad.

## Biografía
Ramanand Dass nació el 2 de febrero de 1952 y, según el sitio RavidassGuru.com, residía en el Dera Sach Khand desde 1973. Fue redactor jefe del semanario del Dera, Begumpura Shaher, y recibió en 2004 el vigésimo Premio Nacional Dalit de Literatura, otorgado por la Indian Dalit Literary Academy.
Fue el segundo al mando del líder actual del Dera Sach Khand, Niranjan Dass, con quien realizó varios viajes internacionales.
El 24 de mayo de 2009, seis extremistas sijes atacaron un templo en Viena, Austria, hiriendo gravemente a Ramanand Dass, quien recibió múltiples disparos. Falleció en el hospital en la madrugada del día siguiente. El atentado provocó disturbios en gran parte del norte de la India.
Ramanand fue cremado con honores de Estado el 4 de junio de 2009 en el Dera Sach Khand Ballan, India.